# 개구리 왕자

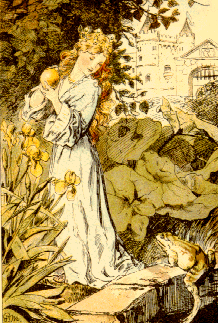
폴 프리드리히 마이어하임의 개구리 왕자 (1889)

《개구리 왕자》 또는 《개구리 왕자, 철의 하인리히》(독일어: Der Froschkönig oder der eiserne Heinrich)는 그림 형제가 수집한 독일 동화의 하나이다.

## 줄거리
옛날 어느 왕국의 공주가 샘에 금으로 된 공을 떨어뜨렸다. 이 때 개구리는 자신을 공주의 친구로 삼는다면 공주가 연못에 빠뜨린 금으로 된 공을 돌려주겠다고 약속했다. 공을 되찾고 싶었던 공주는 그 조건을 받아들였다. 그렇지만 공주는 공을 되찾겠다는 약속을 깨고 개구리를 두고 궁전으로 돌아간다. 개구리는 자력으로 성에 도착해서 공주가 약속을 지키도록 지시한다. 공주는 짜증스러우면서도 개구리와 함께 저녁을 때운 뒤에 곧바로 침실로 돌아갔지만 개구리는 침실로 들어어가게 된다.
뻔뻔스러운 개구리를 본 공주는 너무나 화가 나서 개구리를 벽에 내동댕이쳤지만 그 덕분에 개구리의 마법이 풀리면서 잘 생긴 왕자의 모습으로 돌아간다. 또다른 버전에서는 공주가 개구리에게 입맞춤을 하면서 마법이 풀린다는 내용이 등장한다. 그 동안의 무례함을 사과한 왕의 청혼을 받으면서 두 사람은 행복한 결혼을 하게 된다.
다음날 왕국에 마차가 도착했다. 마차에 동승했던 왕의 충실한 부하인 하인리히는 가슴에 철로 만든 허리띠 3개를 두르고 있었다. 이는 주인이 사악한 요정(혹은 마법사) 때문에 마법에 걸렸을 때 슬픈 나머지 가슴이 찢어지지 않도록 낀 것이었다. 남편이 살아나면서 기쁨에 겨워서 띠가 1개씩 풀리게 된다.